# أسطول غواصات يو الرابع عشر
أسطول غواصات يو الرابع عشر ( الألمانية 14. Unterseebootsflottille ) كانت وحدة قصيرة الأجل فيكريغسمارينه لألمانيا النازية خلال الحرب العالمية الثانية. 
تشكل الأسطول في 15 ديسمبر 1944 في نارفيك في النرويج، تحت قيادة كابيتينلويتننت هيلموت مولمان. تم حله في مايو 1945 عندما استسلمت ألمانيا. 

## الغواصات التابعة
تم تعيين ثمانية غواصات للخدمة في هذا الأسطول أثناء فترة خدمته. 
- يو-294
- U-295
- U-299
- U-318
- U-427
- U-716
- U-995
- U-997